# Gladiolus involutus
Gladiolus involutus är en irisväxtart som beskrevs av Daniel Delaroche. Gladiolus involutus ingår i släktet sabelliljor, och familjen irisväxter. Inga underarter finns listade i Catalogue of Life.